# Socjalizm chrześcijański

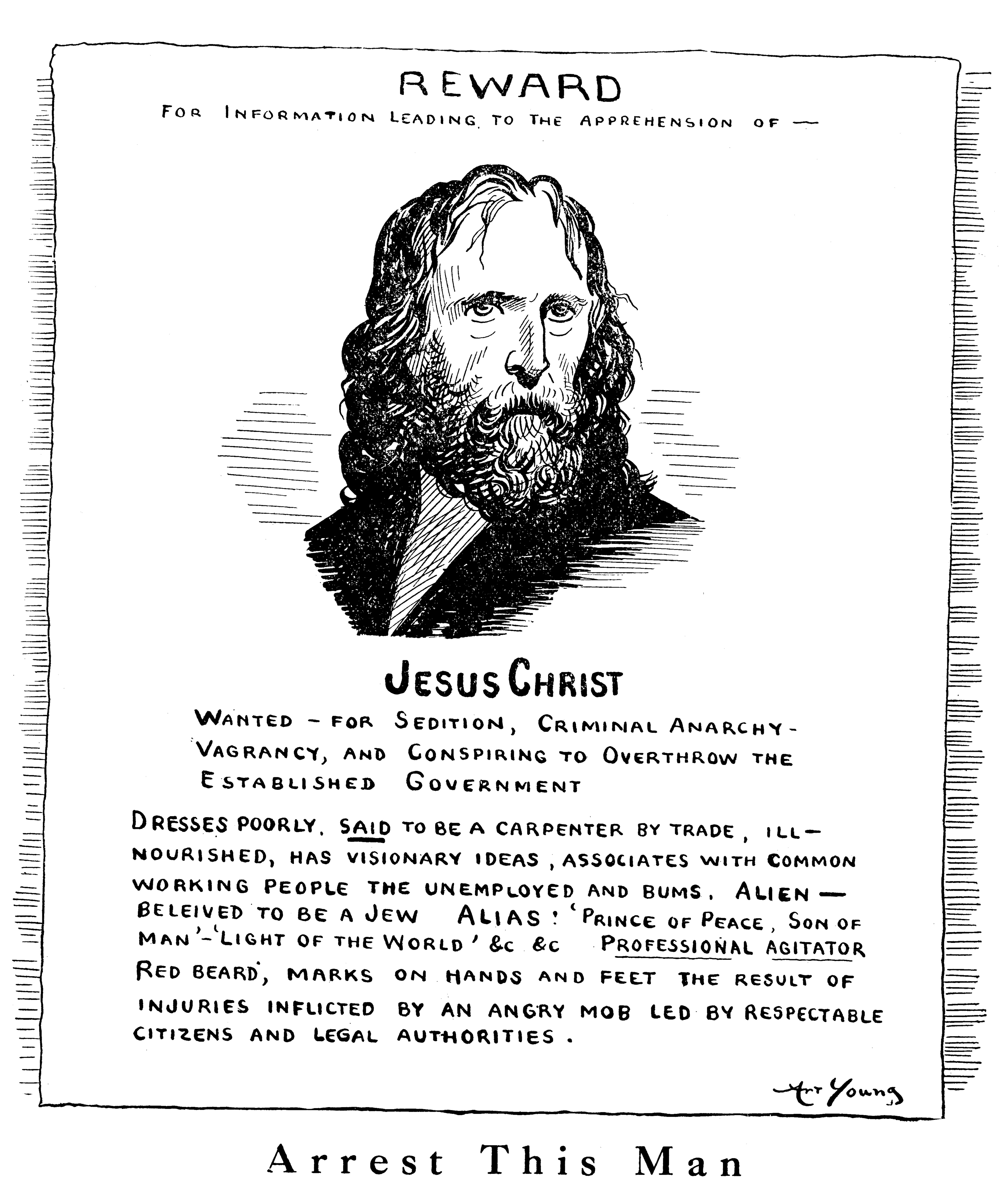
Satyryczny rysunek w magazynie „The Masses” autorstwa socjalisty i rysownika Arta Younga (1917)

Socjalizm chrześcijański – religijna i polityczna doktryna łącząca zasady chrześcijaństwa z ideami socjalistycznymi. Opiera się na przekonaniu, że socjalistyczny model gospodarczy znajduje uzasadnienie w Biblii oraz w naukach Jezusa Chrystusa. Zwolennicy chrześcijańskiego socjalizmu postulują sprawiedliwość społeczną, wspólnotową organizację życia oraz potępiają kapitalizm jako system oparty na chciwości, którą uznają za grzech i formę bałwochwalstwa.
W opinii wielu chrześcijańskich socjalistów kapitalizm stanowi źródło nierówności społecznych, ponieważ promuje postawy egoistyczne i skoncentrowane na zysku, kosztem dobra wspólnego. Ruch chrześcijańskiego socjalizmu zyskał szczególne znaczenie w XIX-wiecznej Wielkiej Brytanii, gdzie uformowały się pierwsze struktury organizacyjne tej idei. Jedną z najważniejszych organizacji pozostaje założony w XX wieku Christian Socialist Movement, który od 2013 działa pod nazwą Christians on the Left i jest powiązany z brytyjską Partią Pracy.
Zgodnie z definicją Encyclopædia Britannica, socjalizm to „doktryna społeczna i ekonomiczna, która opowiada się za publiczną, a nie prywatną własnością lub kontrolą nad majątkiem i zasobami naturalnymi”. W myśli socjalistycznej zakłada się, że jednostki funkcjonują w społecznej współzależności, a wytworzone dobra są efektem zbiorowego wysiłku i jako takie powinny służyć dobru ogółu. Wczesne wspólnoty chrześcijańskie również praktykowały wspólne użytkowanie dóbr i pracy, co można uznać za wczesną, prostą formę socjalizmu. Praktyki takie kontynuowane są do dziś w niektórych zakonach monastycznych.
Przykładem społeczności chrześcijańskiej realizującej idee wspólnoty majątkowej są huteryci – anabaptystyczna grupa religijna wywodząca się z XVI wieku, która praktykuje wspólne posiadanie niemal całego mienia, surową dyscyplinę kościelną i codzienne życie podporządkowane religijnym zasadom. Ich system opiera się na tzw. Ordnungen – zbiorach reguł regulujących wszystkie aspekty życia. W ujęciu świeckich obserwatorów praktyki te przypominają komunizm. Jak zauważają historycy Max Stanton i Rod Janzen, chrześcijański komunizm huterytów był atrakcyjny dla chłopstwa popierającego społeczne rewolucje w Europie Środkowej XVI wieku, takie jak wojna chłopska w Niemczech. Pogląd ten podzielał Fryderyk Engels, który uznał anabaptystów za proto-komunistów.
Do grona istotnych postaci związanych z chrześcijańskim socjalizmem zalicza się wielu autorów i działaczy XIX wieku. W Wielkiej Brytanii byli to m.in. Frederick Maurice, autor The Kingdom of Christ (1838); John Malcolm Forbes Ludlow, twórca pisma „The Christian Socialist” (1850); Thomas Hughes, autor powieści Tom Brown w Oksfordzie (1857); John Ruskin, twórca dzieła Unto This Last (1862); oraz Charles Kingsley, znany z utworu The Water-Babies (1863). Do innych postaci należą również Frederick James Furnivall – współtwórca Oxford English Dictionary – oraz amerykańscy działacze tacy jak Adin Ballou, autor Practical Christian Socialism (1854); i Francis Bellamy, baptystyczny pastor i autor Pledge of Allegiance (Przysięgi wierności) w Stanach Zjednoczonych.

## Tradycje i rozwój

### Czasy biblijne
Elementy, które stanowią podstawę chrześcijańskiego socjalizmu, można znaleźć zarówno w Starym, jak i w Nowym Testamencie. Przykładowe fragmenty to: Pwt 15:1–5, Ez 18:7, Iz 58:2–7, Jk 2:14, Jk 5:1–6, Hi 31:16–25, 28, J 11:10–11, Kpł 25:35–38, Łk 4:18, Mt 6:24, Mt 19:23–24, Mt 25:40–46, Prz 28:3–28, Prz 31:9.

#### Stary Testament
Stary Testament przedstawia zróżnicowane podejście do kwestii ubóstwa. Z jednej strony pojawia się przekonanie, że bieda jest karą Bożą za grzechy, a dobrobyt – nagrodą za prawość. Na przykład w Księdze Przysłów 13:25 można przeczytać:

Mąż prawy ma w bród pożywienia,
żołądek niewiernych głód cierpi.

Z drugiej strony, wiele fragmentów nakazuje troskę i hojność wobec ubogich. Prawo Mojżesza wzywa do równego traktowania bliźnich i do pomocy potrzebującym:

Nie będziesz uciskał bliźniego, nie będziesz go wyzyskiwał. Zapłata najemnika nie będzie pozostawać w twoim domu przez noc aż do poranka.

albowiem Pan, Bóg wasz, jest Bogiem nad bogami i Panem nad panami, Bogiem wielkim, potężnym i straszliwym, który nie ma względu na osoby i nie przyjmuje podarków. On wymierza sprawiedliwość sierotom i wdowom, miłuje cudzoziemca, udzielając mu chleba i odzienia. Wy także miłujcie cudzoziemca, boście sami byli cudzoziemcami w ziemi egipskiej.

Jeśli będziesz żął we żniwa na swoim polu i zapomnisz snopka na polu, nie wrócisz się, aby go zabrać, lecz zostanie dla przybysza, sieroty i wdowy, aby ci błogosławił Pan, Bóg twój, we wszystkim, co czynić będą twe ręce. Jeśli będziesz zbierał oliwki, nie będziesz drugi raz trząsł gałęzi; niech zostanie coś dla przybysza, sieroty i wdowy. Gdy będziesz zbierał winogrona, nie szukaj powtórnie pozostałych winogron; niech zostaną dla przybysza, sieroty i wdowy. Pamiętaj, że i ty byłeś niewolnikiem w ziemi egipskiej; dlatego nakazuję ci zachować to prawo.

Niektóre Psalmy zawierają liczne odniesienia do sprawiedliwości społecznej i obrony ubogich:

wymierzcie sprawiedliwość nieszczęśliwemu i ubogiemu!
Uwolnijcie uciśnionego i nędzarza,
wyrwijcie go z ręki występnych!

Błogosławiony mąż, który boi się Pana, (…)
Rozdaje – obdarza ubogich,
sprawiedliwość jego będzie trwała zawsze

Amos silnie podkreśla potrzebę sprawiedliwości i prawości – jako przejawów miłości wobec ubogich i sprzeciwu wobec ich ucisku. Izajasz, autor Księgi Izajasza (rozdziały 1–39), rozwija tę myśl, wzywając ludzi wierzących do działania na rzecz potrzebujących i piętnując bierność:

Choćbyście nawet mnożyli modlitwy, Ja nie wysłucham. Ręce wasze pełne są krwi. Obmyjcie się, czyści bądźcie! Usuńcie zło uczynków waszych sprzed moich oczu! Przestańcie czynić zło! Zaprawiajcie się w dobrem! Troszczcie się o sprawiedliwość*, wspomagajcie uciśnionego, oddajcie słuszność sierocie, w obronie wdowy stawajcie!

Mądrość Syracha, zaliczana przez Kościół katolicki i prawosławny do ksiąg deuterokanonicznych Starego Testamentu potępia pogoń za bogactwem:

Ten, kto złoto miłuje, nie ustrzeże się winy,
a ten, kto goni za zyskami, pobłądzi przez nie.
Złoto wielu doprowadziło do upadku,
a ich klęska stała się dla nich jawna.
Zasiekami z drewna jest ono dla tych, co za nim szaleją,
a kto jest głupi, w nich uwięźnie.

#### Nowy Testament i wspólnota pierwotnego Kościoła

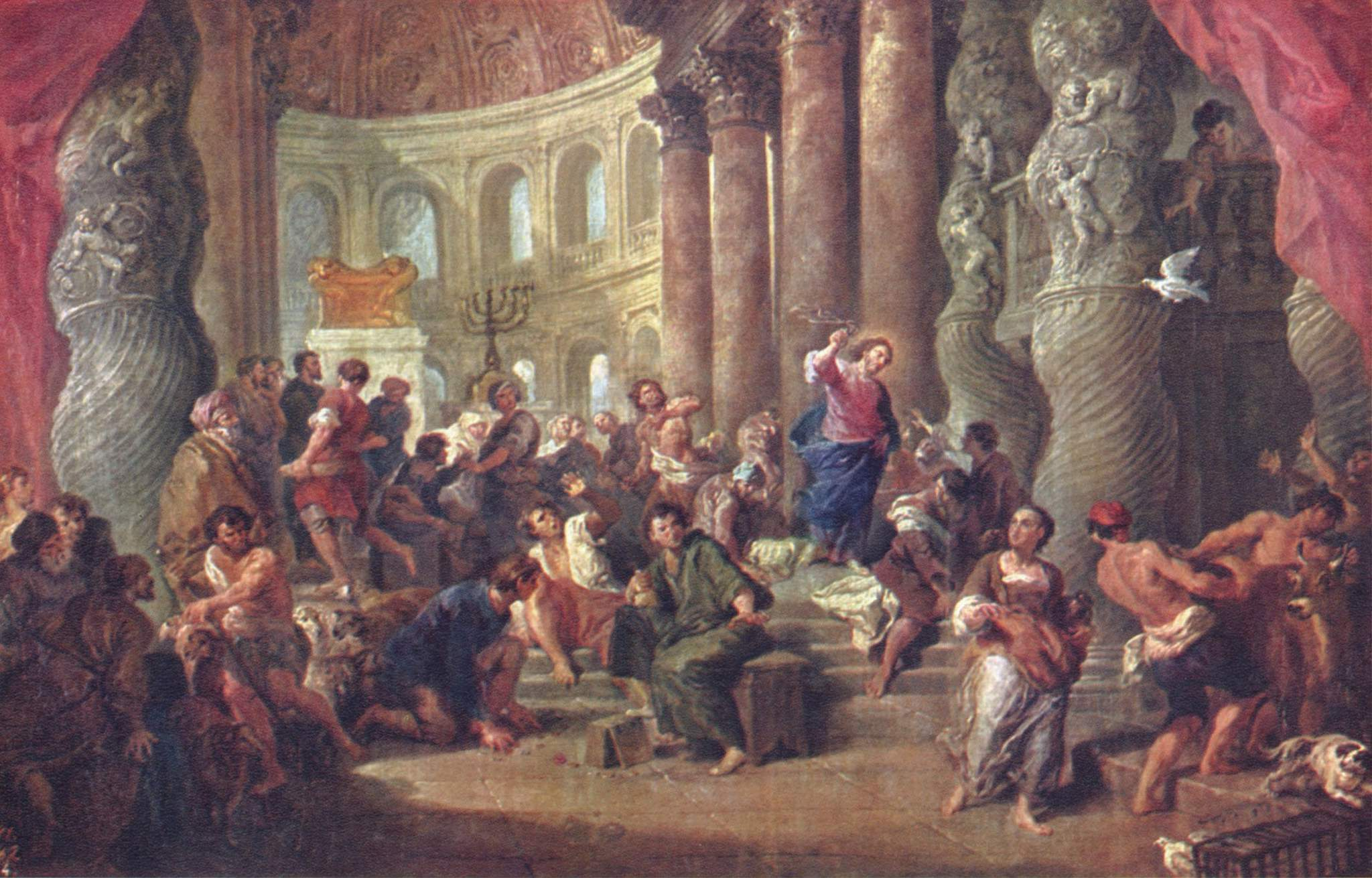
Wyrzucenie kupców ze świątyni (1750), Giovanni Paolo Pannini

Nauki Jezusa Chrystusa są często interpretowane jako posiadające charakter socjalistyczny, zwłaszcza przez chrześcijańskich socjalistów takich jak Terry Eagleton. W Dziejach Apostolskich 4:32 odnotowano: „Żaden nie nazywał swoim tego, co posiadał, ale wszystko mieli wspólne”. Taki model wspólnoty, funkcjonujący w pierwotnym Kościele w Jerozolimie, przetrwał kilka wieków i miał istotny wpływ na rozkwit struktur feudalnych. Chociaż praktyka wspólnoty majątkowej zaniknęła w powszechnym Kościele, była kontynuowana w monastycyzmie i doświadczyła renesansu od XIX wieku.
W Nowym Testamencie Jezus identyfikuje się z biednymi, głodnymi, chorymi i uwięzionymi (Mt 25:31–46). Ta przypowieść stanowi fundament chrześcijańskiego socjalizmu. W Łk 10:25–37, Jezus odpowiada na pytanie: „A kto jest moim bliźnim?” przypowieścią o miłosiernym Samarytaninie, ukazując, że pomoc należy się każdemu potrzebującemu, niezależnie od jego przynależności etnicznej czy religijnej.
Niektórzy zwolennicy chrześcijańskiego socjalizmu podkreślają, że kluczowym elementem nauczania Jezusa jest idea Królestwa Bożego, które nie było jedynie duchowym czy teokratycznym ideałem, lecz miało realne społeczne konsekwencje. Królestwo to miało być miejscem sprawiedliwości, równości oraz opieki nad najsłabszymi i marginalizowanymi członkami społeczeństwa. Jezus przedstawiał siebie jako głosiciela orędzia skierowanego przede wszystkim do ubogich i uciśnionych. Choć nigdy nie poparł bezpośrednio żadnego współczesnego systemu ekonomicznego, jego nauki i działania konsekwentnie odzwierciedlały wartości bliskie socjalizmowi: potępiał gromadzenie bogactwa, promował współpracę oraz dzielenie się zasobami, a także zapowiadał nadejście nowego porządku społecznego i gospodarczego, znanego jako Królestwo Boże.
W Łk 6:20–21 Jezus mówi: „Błogosławieni jesteście wy, ubodzy, albowiem do was należy królestwo Boże”. Chrześcijańscy socjaliści często powołują się na list Jakuba Sprawiedliwego, który cytuje Jezusa zwracającego się w surowych słowach do bogatych:

A teraz wy, bogacze, zapłaczcie wśród narzekań na utrapienia, jakie was czekają*. Bogactwo wasze zbutwiało, szaty wasze stały się żerem dla moli, złoto wasze i srebro zardzewiało, a rdza ich będzie świadectwem przeciw wam i toczyć będzie ciała wasze niby ogień. Zebraliście w dniach ostatecznych skarby. Oto woła zapłata robotników, żniwiarzy pól waszych, którą zatrzymaliście, a krzyk ich doszedł do uszu Pana Zastępów. Żyliście beztrosko na ziemi i wśród dostatków tuczyliście serca wasze w dniu rzezi.

Istnieją dowody na to, że w okresie Nowego Testamentu i później wspólnoty chrześcijańskie praktykowały formy dzielenia się, redystrybucji i komunizmu. Niektóre z wersetów biblijnych, które zainspirowały wspólnotowe układy gospodarcze huterytów, można znaleźć w Dziejach Apostolskich:

Ci wszyscy, co uwierzyli, przebywali razem i wszystko mieli wspólne. Sprzedawali majątki i dobra i rozdzielali je każdemu według potrzeby.

Jeden duch i jedno serce ożywiały wszystkich wierzących. Żaden nie nazywał swoim tego, co posiadał, ale wszystko mieli wspólne.

Nikt z nich nie cierpiał niedostatku, bo właściciele pól albo domów sprzedawali je 35 i przynosili pieniądze [uzyskane] ze sprzedaży, i składali je u stóp Apostołów. Każdemu też rozdzielano według potrzeby.

### Ojcowie Kościoła
Przypowieść o głupim bogaczu w Ewangelii Łukasza (12,15–21) opowiada historię zamożnego człowieka, którego ziemia obficie plonuje. Bogacz, nie mając gdzie przechować zbiorów, postanawia zburzyć stare spichlerze i zbudować większe, aby zgromadzić całe swoje zboże i dobra materialne. Zakłada, że dzięki temu będzie mógł spokojnie żyć, jeść, pić i cieszyć się życiem przez wiele lat. Jednak Bóg nazwał go „głupcem”, ponieważ tego samego dnia jego życie zostaje mu odebrane, a zgromadzone bogactwa pozostają bezwartościowe.
Interpretacja przypowieści podkreśla ostrzeżenie Jezusa przed chciwością i gromadzeniem dóbr materialnych, które mogą uczynić człowieka niewolnikiem własnego majątku. W nowoczesnym kontekście, jak zauważył Clarence Jordan, przypowieść można odczytać także jako krytykę systemów społeczno-ekonomicznych, które umożliwiają bogatym jednostkom i elitom gromadzenie nadmiernych zasobów kosztem potrzebujących i marginalizowanych. W tym ujęciu „wielkie spichlerze” symbolizują nie tylko prywatne bogactwo, ale także struktury władzy i dominacji, które utrwalają nierówności społeczne.
Przypowieść wskazuje, że prawdziwą wartością nie jest indywidualne bogactwo, lecz wspólnota oparta na dzieleniu się zasobami i trosce o najsłabszych członków społeczeństwa. Jest to fundament chrześcijańskiego socjalizmu, który sprzeciwia się akumulacji majątku i nierówności ekonomicznych, a promuje solidarność, sprawiedliwość społeczną i współpracę. W ten sposób nauka zawarta w Przypowieści o głupim bogaczu stanowi argument przeciwko egoistycznym i wyzyskującym systemom ekonomicznym, takim jak kapitalizm skoncentrowany na indywidualnym interesie i chciwości.
Natomiast Jan Chryzostom tak uzasadniał swoją krytykę bogatych:

Często zarzuca mi się, że nieustannie atakuję bogatych. Tak, ponieważ bogaci nieustannie atakują ubogich. Ale ci, których krytykuję, to nie bogaci jako tacy, lecz ci, którzy nadużywają swojego bogactwa. Nieustannie podkreślam, że nie oskarżam ludzi bogatych, lecz chciwych; bogactwo to jedno, a zachłanność to co innego. Nauczcie się rozróżniać.

### Wczesna nowożytność
W czasie angielskiej wojny domowej (1642–1660) ruch Diggersów propagował idee wspólnoty w duchu chrześcijańskim, przypominające współczesny socjalizm, anarchizm i komunizm. Niektórzy badacze uznają nawet, że powstanie w Münster mogło być wczesnym przykładem państwa socjalistycznego.

### XIX wiek i współczesność

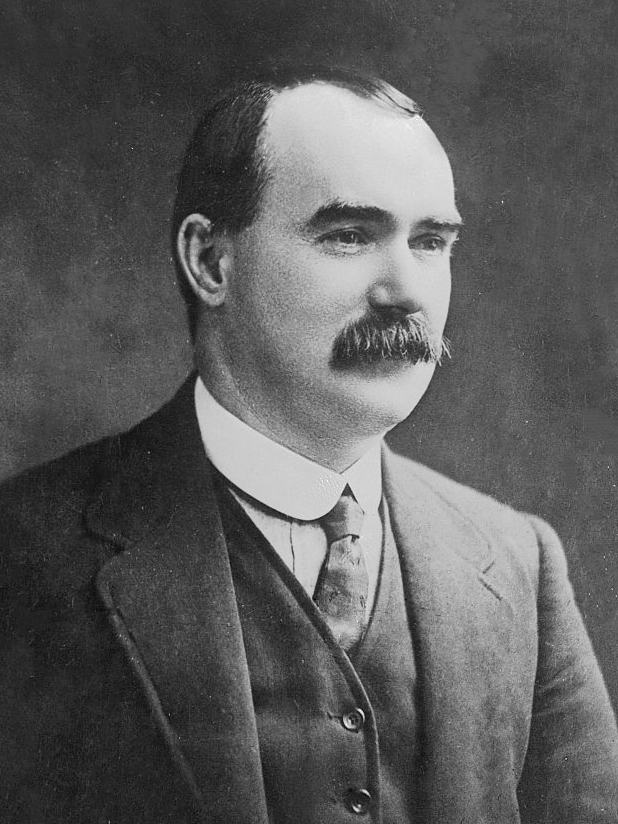
James Connolly, któremu przypisuje się stworzenie fundamentów chrześcijańskiego socjalizmu w Irlandii.

W książce Religion and the Rise of Socialism historyk Eric Hobsbawm argumentował, że „nowoczesny ruch socjalistyczny klasy robotniczej rozwinął się w przeważająco świeckiej, a nawet często otwarcie antyreligijnej ideologii.” Jednocześnie on i inni historycy wskazywali na przykłady, gdzie nie miało to zastosowania – szczególnie w Wielkiej Brytanii w XIX i XX wieku, gdzie, jak twierdzili E. P. Thompson i Stephen Yeo, dominującą rolę w ruchu robotniczym odgrywał etyczny socjalizm. Wybitnym przykładem chrześcijańskiego socjalizmu (lub socjalizmu chrześcijańskiego) był Keir Hardie, jeden z założycieli Partii Pracy w Wielkiej Brytanii, który twierdził, że „nauczył się socjalizmu z Nowego Testamentu”, gdzie, jak mówił, znalazł swoją „główną inspirację.” Socjaliści tego nurtu uważali, że socjalizm jest ucieleśnieniem nauk Jezusa, a także że może on ocalić Kościół przed Mamoną – która, ich zdaniem, sprawiła, że Kościół zbłądził i uległ zepsuciu, stając po stronie bogatych i wpływowych przeciwko ubogim. Według tej interpretacji socjalizm nie był wrogiem religii, lecz przeciwnikiem tych, którzy wykorzystywali religię do wspierania kapitalizmu i utrzymywania status quo. Jamesowi Connolly’emu przypisuje się stworzenie fundamentów chrześcijańskiego socjalizmu w Irlandii. Connolly, który napisał opowiadanie dla chrześcijańsko-socjalistycznego czasopisma „Labour Prophet”, stwierdził: „To nie socjalizm, lecz kapitalizm jest przeciwny religii... Kiedy zorganizowana socjalistyczna klasa robotnicza zdepcze klasę kapitalistyczną, nie będzie deptać filaru Kościoła Bożego, lecz bluźnierczego profanatora Sanktuarium; będzie ocalać wiarę przed bezbożnym robactwem, które czyni ją odrażającą dla prawdziwie religijnych kobiet i mężczyzn”.
We Francji Philippe Buchez już w latach 20. i 30. XIX wieku zaczął określać swoją filozofię mianem chrześcijańskiego socjalizmu. W XIX-wiecznej Wielkiej Brytanii pojawiła się różnorodność nurtów socjalistycznych, poczynając od Johna Ruskina. Brytyjski historyk Edward R. Norman identyfikuje trzy bezpośrednie źródła intelektualne chrześcijańskiego socjalizmu w połowie XIX wieku: Samuela Taylora Coleridge’a, Thomasa Carlyle’a i Thomasa Arnolda. Tradycja chrześcijańskiego socjalizmu istniała również w Stanach Zjednoczonych. Na początku XX wieku szczególnie silnie rozwinęła się i zakorzeniła w stanie Utah, odgrywając istotną rolę w kształtowaniu lokalnego radykalizmu. Była częścią szerszego, ogólnokrajowego ruchu obecnego w wielu amerykańskich kościołach protestanckich. W Utah nurt ten zyskał wyjątkową siłę dzięki zaangażowaniu duchownych-socjalistów, takich jak biskup Kościoła Episkopalnego Franklin Spencer Spalding oraz kongregacjonalistyczny pastor Myron W. Reed, działający na amerykańskim Zachodzie. Obaj byli gorliwymi orędownikami praw górników pracujących w regionach górskich.

W listopadowym numerze „The Christian Socialist” z 1914 Spalding napisał:

Kościół Chrześcijański istnieje wyłącznie po to, by zbawić ludzkość. Do tej pory mu się to nie udało, lecz sądzę, że socjalizm pokazuje mu, jak to osiągnąć. Socjalizm podkreśla, że ludzie nie mogą stać się prawdziwie sprawiedliwi, dopóki nie zostaną poprawione ich materialne warunki życia. Choć człowiek nie żyje samym chlebem, chleba potrzebuje. Dlatego Kościół musi obalić system społeczny, który nieuchronnie tworzy i utrwala nierówności oraz niesprawiedliwości. To właśnie konkurencja jest źródłem tych nierównych i niesprawiedliwych warunków, dlatego musi zostać zastąpiona współpracą

Początki chrześcijańskiego socjalizmu we Francji wiązane są z działalnością pastora Tommy’ego Fallota, który od 1878 konsekwentnie głosił w swoich kazaniach ideę sprawiedliwości społecznej, nadając jej istotne znaczenie moralne i religijne.
We Francji, ojczyźnie kalwinizmu, w latach 70. XIX wieku z kaznodziejstwa Tommy’ego Fallota wyłonił się ruch Christianisme Social. Początkowo koncentrował się on na problemach ubóstwa, analfabetyzmu i alkoholizmu. Po I wojnie światowej ruch rozwinął się w dwóch kierunkach: pacyfizmu i ekumenizmu. Pojawili się w nim pacyfiści, tacy jak Jacques Martin, Philo Vernier i Henri Roser, ekonomiści promujący solidarność, jak Bernard Lavergne i Georges Lasserre, oraz teologowie, m.in. Paul Ricœur.
W 1899 znany teolog protestancki Christoph Blumhardt, przedstawiciel pietyzmu, a w 1900 liberalny teolog Paul Göhre – niezależnie od siebie – wstąpili do Socjaldemokratycznej Partii Niemiec (SPD). Tak rozpoczął się ruch, który później przyjął formę religijnego socjalizmu. Od samego początku uczestniczyli w nim przedstawiciele różnych nurtów teologicznych z całego spektrum judeochrześcijańskiego.
W Niemczech religijny socjalizm nie stworzył nowego nurtu teologicznego, ale powstały lokalne grupy, m.in. w Badenii, Turyngii, Nadrenii i północnych Niemczech. W grudniu 1919 w Berlinie założono pierwszą organizację – Ligę Socjalistów Religijnych, a w 1924 regionalne oddziały połączyły się w jedną grupę roboczą. W 1926 powstała Liga Socjalistów Religijnych Niemiec (BRSD), która istnieje do dziś.

#### John Ruskin
John Ruskin, wpływowy krytyk sztuki epoki wiktoriańskiej, przedstawił koncepcje sprawiedliwości społecznej w dziele Unto This Last (1860). W publikacji tej sformułował cztery postulaty, które można określić jako socjalistyczne, mimo że sam autor nie używał tego terminu. Proponował on:
- Zakładanie przez rząd szkół przygotowawczych dla młodzieży.
- Tworzenie przez państwo fabryk i warsztatów produkujących oraz sprzedających dobra niezbędne do życia.
- Obowiązek zatrudnienia wszystkich bezrobotnych – poprzez zapewnienie im pracy, szkolenia zawodowego, a w razie konieczności także przymusowego zatrudnienia.
- Zapewnienie opieki i schronienia osobom starszym i pozbawionym środków do życia[58].

Chociaż zdaniem historyka Edwarda R. Normana Ruskin nie był „autentycznym socjalistą” w kontekście żadnego z dziewiętnastowiecznych znaczeń tego terminu (jego kontakt z chrześcijańskimi socjalistami ograniczał się do działalności w Working Men’s College), jego poglądy miały istotny wpływ na późniejsze idee socjalistyczne, szczególnie na artystę Williama Morrisa.
Artyści związani z Bractwem Prerafaelitów pozostawali pod silnym wpływem Ruskina, który również ich wspierał. William Morris, inspirowany jego myślą, został liderem Ligi Socjalistycznej, utworzonej w grudniu 1884.

#### Towarzystwo Fabiańskie
Założone w 1884 Towarzystwo Fabiańskie odegrało znaczącą rolę w kształtowaniu myśli socjalistycznej w Wielkiej Brytanii. W lutym 1895 w Bostonie powstało Amerykańskie Towarzystwo Fabiańskie, założona przez Williama Dwighta Portera Blissa – czołowego przedstawiciela chrześcijańskiego socjalizmu w Stanach Zjednoczonych. Organizacja publikowała czasopismo „The American Fabian” oraz wydawała serię broszur propagujących idee socjalistyczne.
Episkopalny Kościelny Związek Socjalistyczny, założony przez Vidę Dutton Scudder w 1911 (pod wpływem Towarzystwa Fabiańskiego), oraz jego następca – Kościelna Liga na rzecz Demokracji Przemysłowej – były częścią ruchu ewangelii społecznej w miejskich kościołach USA na początku XX wieku. Ruch ten dążył do powiązania chrześcijańskiej doktryny z potrzebami klasy pracującej.
Liga Socjalistów Kościoła Episkopalnego, założona w 1911 przez Vidę Dutton Scudder – inspirowaną ideami Towarzystwa Fabiańskiego – oraz jej kontynuatorka, Kościelna Liga na rzecz Demokracji Przemysłowej, starały się łączyć chrześcijańską doktrynę z troską o los klasy pracującej. Ich działalność wpisywała się w szerszy nurt ewangelii społecznej, który na początku XX wieku zdobywał coraz większe znaczenie w miejskich kościołach Stanów Zjednoczonych.

#### Chrześcijański anarchizm

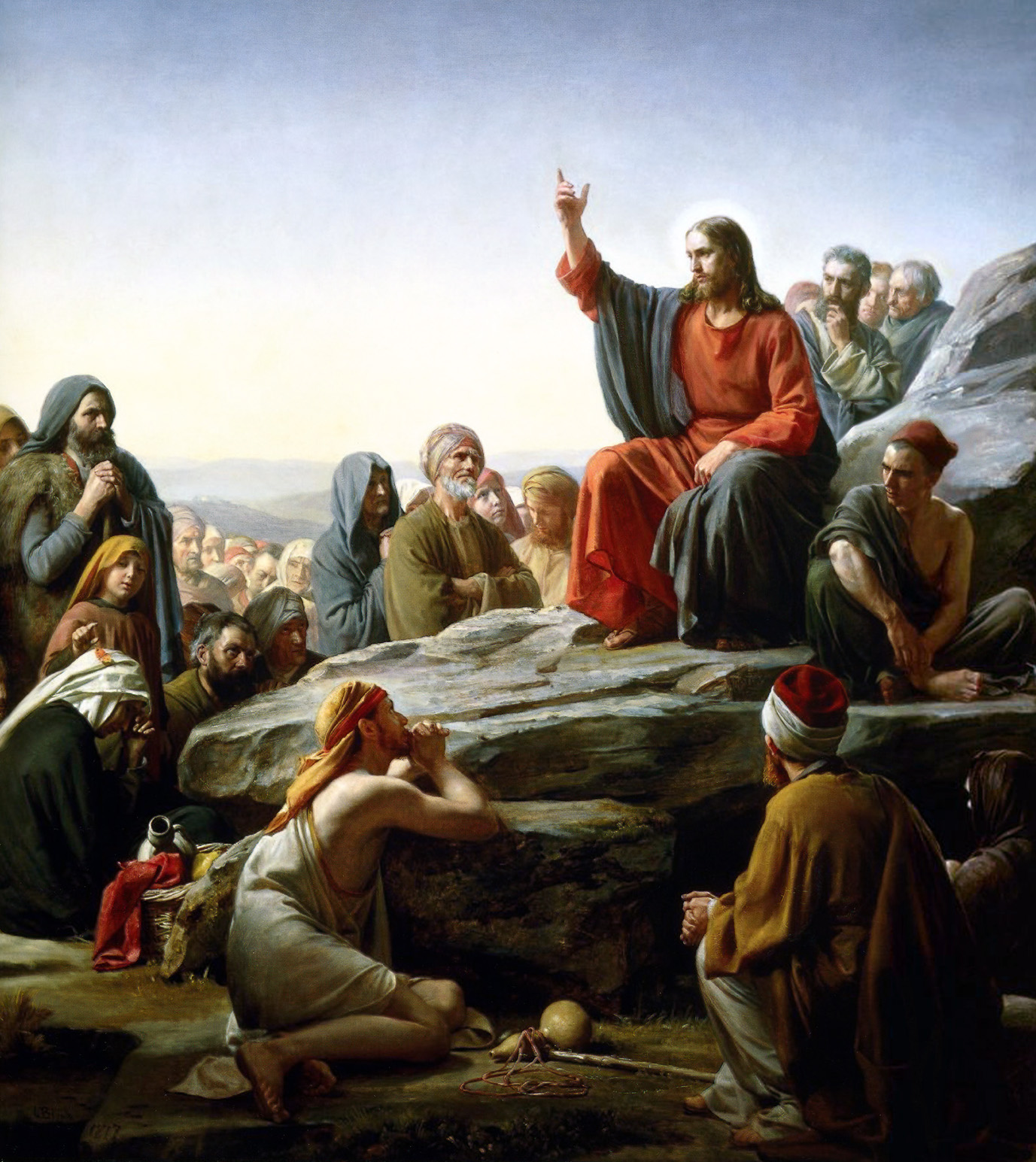
Kazanie na górze (1877), Carl Heinrich Bloch

Chociaż anarchiści tradycyjnie bywają sceptyczni lub wręcz wrogo nastawieni do zorganizowanej religii, niektórzy z nich zaproponowali religijne interpretacje anarchizmu, w tym pogląd, że uwielbianie państwa jest grzesznym bałwochwalstwem. Chrześcijańscy anarchiści twierdzą, że anarchizm jest zawarty w samym chrześcijaństwie i Ewangeliach, ponieważ opiera się na przekonaniu, że istnieje tylko jedno ostateczne źródło władzy – Bóg, którego autorytet objawia się w naukach Jezusa. W związku z tym odrzucają przekonanie, że ludzkie rządy mają najwyższą władzę nad społeczeństwem. Postrzegają państwo jako instytucję przemocową, kłamliwą i bałwochwalczą, gdy jest gloryfikowane.
Podstawą chrześcijańskiego anarchizmu jest całkowite odrzucenie przemocy. Kluczowym tekstem tego nurtu jest Królestwo Boga w Tobie Lwa Tołstoja, który starał się oddzielić prawosławie rosyjskie – złączone z państwem – od przesłania Jezusa, jakie zawarte jest w Ewangeliach, zwłaszcza w kazaniu na górze. Tołstoj prezentował stanowisko pacyfistyczne, według którego wszelkie rządy prowadzące wojny, a także wspierające je kościoły, stoją w sprzeczności z chrześcijańską zasadą nieprzemocy i oporu bez użycia siły. Choć Tołstoj nie używał terminu „chrześcijański anarchizm” w swoim dziele, to właśnie recenzje tej książki po jej publikacji w 1894 wprowadziły to określenie.
Chrześcijańscy anarchiści wierzą, że prawdziwą formą relacji między Bogiem a ludźmi jest panowanie Boga, które opiera się na podzielonej władzy, służebnym przywództwie i powszechnym współczuciu – zamiast na hierarchii i autorytarnej strukturze typowej dla tradycyjnych porządków religijnych. Większość z nich jest pacyfistami, odrzucającymi wojnę i przemoc.
Krytycy chrześcijańskiego anarchizmu pochodzą zarówno z kręgów chrześcijańskich, jak i anarchistycznych. Chrześcijanie często powołują się na List do Rzymian, by uzasadnić posłuszeństwo wobec państwa, podczas gdy świeccy anarchiści odrzucają wszelką władzę, także boską, podążając za hasłem „ani Boga, ani pana”. Chrześcijańscy anarchiści twierdzą jednak, że List do Rzymian jest często wyjmowany z kontekstu i zwracają uwagę na inne fragmenty Biblii, takie jak Apokalipsa św. Jana 13 czy Księga Izajasza 13, które są niezbędne do pełnego zrozumienia tego tekstu.

#### Chrześcijański komunizm
Chrześcijański komunizm to forma religijnego komunizmu, pogląd teologiczny, głoszący że nauki Jezusa Chrystusa zmuszają chrześcijan do wspierania komunizmu religijnego jako idealnego systemu społecznego. W swoich kazaniach Chrystus wielokrotnie ostrzegał przed niebezpieczeństwem bogactwa i kurczowym trzymaniem się majątku, dla czego czasami używał aramejskiego terminu mamona. W Kazaniu na górze wspominał o ubóstwie i groził nawet bogatym. W rozmowach i przypowieściach radził rozdawać majątek ubogim.
Chociaż nie ma uniwersalnej zgody co do dokładnych dat powstania komunistycznych idei i praktyk w chrześcijaństwie, wielu chrześcijańskich komunistów twierdzi, że dowody z Biblii sugerują, że pierwsi chrześcijanie, w tym apostołowie, założyli własne małe komunistyczne społeczności w latach po ukrzyżowaniu Chrystusa i jego zmartwychwstaniu. W związku z tym wielu zwolenników chrześcijańskiego komunizmu twierdzi, że był on nauczany przez Jezusa i praktykowany przez samych apostołów oraz że wczesny Kościół chrześcijański, taki jak ten opisany w Dziejach Apostolskich, był wczesną formą komunizmu i socjalizmu religijnego.

#### Chrześcijańska demokracja
Ruch chrześcijańskiej demokracji podziela pewne wartości chrześcijańskiego socjalizmu, zwłaszcza w zakresie sprawiedliwości ekonomicznej i opieki społecznej. Sprzeciwia się indywidualistycznej wizji świata i opowiada za interwencją państwa w gospodarkę w celu ochrony godności człowieka. Ze względu na swoje silne powiązania z katolicyzmem, chrześcijańska demokracja różni się od chrześcijańskiego socjalizmu akcentem na tradycyjne wartości kościoła i rodziny, obroną własności prywatnej oraz krytyką nadmiernej ingerencji państwa.
Salvatore Talamo, neoscholastyczny socjolog i katolicki teoretyk społeczny, rozróżniając konserwatywne i chrześcijańsko-demokratyczne podejście do kwestii pracy, używał określenia „chrześcijańscy socjaliści” dla tych drugich. Większość chrześcijańskich demokratów unika jednak terminu „socjalizm”, który bywa używany przez konserwatystów do zdyskredytowania swoich chrześcijańsko-demokratycznych przeciwników, ze względu na jego marksistowskie konotacje. Po II wojnie światowej partie chrześcijańsko-demokratyczne powstały pod różnymi nazwami w Europie i Ameryce Łacińskiej, a niektóre z nich, na przykład w Niemczech i Włoszech, stały się znaczącą siłą polityczną.

#### Teologia wyzwolenia

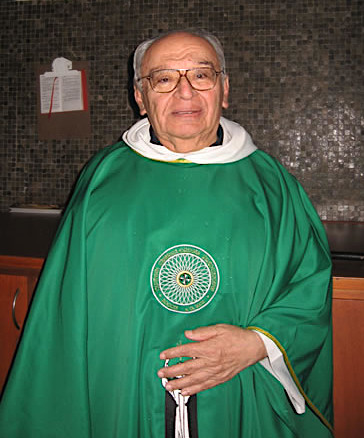
Gustavo Gutiérrez, Jeden z głównych twórców teologii wyzwolenia.

Teologia wyzwolenia to połączenie chrześcijańskiej teologii z analizami społeczno-ekonomicznymi, które kładą nacisk na troskę o ubogich oraz polityczne wyzwolenie uciśnionych. Dotyczy to także osób uciśnionych, okaleczonych, niewidomych i kalekich, a jej celem jest niesienie „dobrej nowiny biednym”. Powstała w latach 60. XX wieku po Soborze Watykańskim II i stała się podstawą działań latynoamerykańskich teologów wyzwolenia, takich jak Gustavo Gutiérrez, Leonardo Boff czy jezuici Juan Luis Segundo i Jon Sobrino. To oni spopularyzowali pojęcie „preferencyjnej opcji na rzecz ubogich”, które po raz pierwszy użył generał jezuitów Pedro Arrupe w 1968. W 1971 Światowy Synod Biskupów Katolickich obrał temat „Sprawiedliwość na świecie” podczas swojego drugiego zwyczajnego zgromadzenia.
W Ameryce Łacińskiej teologia wyzwolenia zyskała także zwolenników wśród ewangelików, takich jak Rubem Alves, José Míguez Bonino i C. René Padilla, którzy w latach 70. podkreślali konieczność integralnej misji łączącej ewangelizację z odpowiedzialnością społeczną. Różne formy teologii wyzwolenia rozwinęły się także w innych częściach świata – m.in. teologia czarna w USA i RPA, teologia wyzwolenia palestyńska, teologia Dalitów w Indiach oraz teologia Minjung w Korei Południowej.

## Polski chrześcijański socjalizm

### XIX w.
W Polsce idee chrześcijańskiego socjalizmu zaczęły rozwijać się już pod koniec XVIII wieku, szczególnie w czasie i po insurekcji kościuszkowskiej w 1794. Kapłani tacy jak Paweł Brzostowski dostrzegali potencjał w masach społecznych dotąd uciśnionych, a rewolucyjne idee, napływające z Francji, splatały się z wartościami chrześcijańskimi. W czasie powstania część duchowieństwa opowiadała się po stronie rewolucji, co znalazło wyraz m.in. w kazaniach o radykalnym wymiarze społecznym, takich jak te głoszone przez księdza Floriana Jelskiego.
W Polsce XIX wieku rozwijały się specyficzne nurty socjalizmu, ściśle powiązane z chrześcijaństwem, co wyróżniało je spośród innych form ruchów socjalistycznych w Europie. Przykładem takiego zjawiska była działalność księdza Piotra Ściegiennego, który w latach 40. XIX wieku prowadził w regionie lubelskim konspiracyjną organizację ludową opartą na ideach demokratycznych i chrześcijańskich. W swojej propagandzie posługiwał się m.in. sfałszowanym bullą papieską, tzw. Złotą książeczką, która krytykowała akceptację ucisku społecznego i legitymizowała potrzebę redystrybucji dóbr jako realizację woli Bożej. Chociaż spisek Ściegiennego został rozbity, jego idee zyskały popularność wśród chłopstwa i miały wpływ na dalszy rozwój polskiego ruchu socjalistycznego.

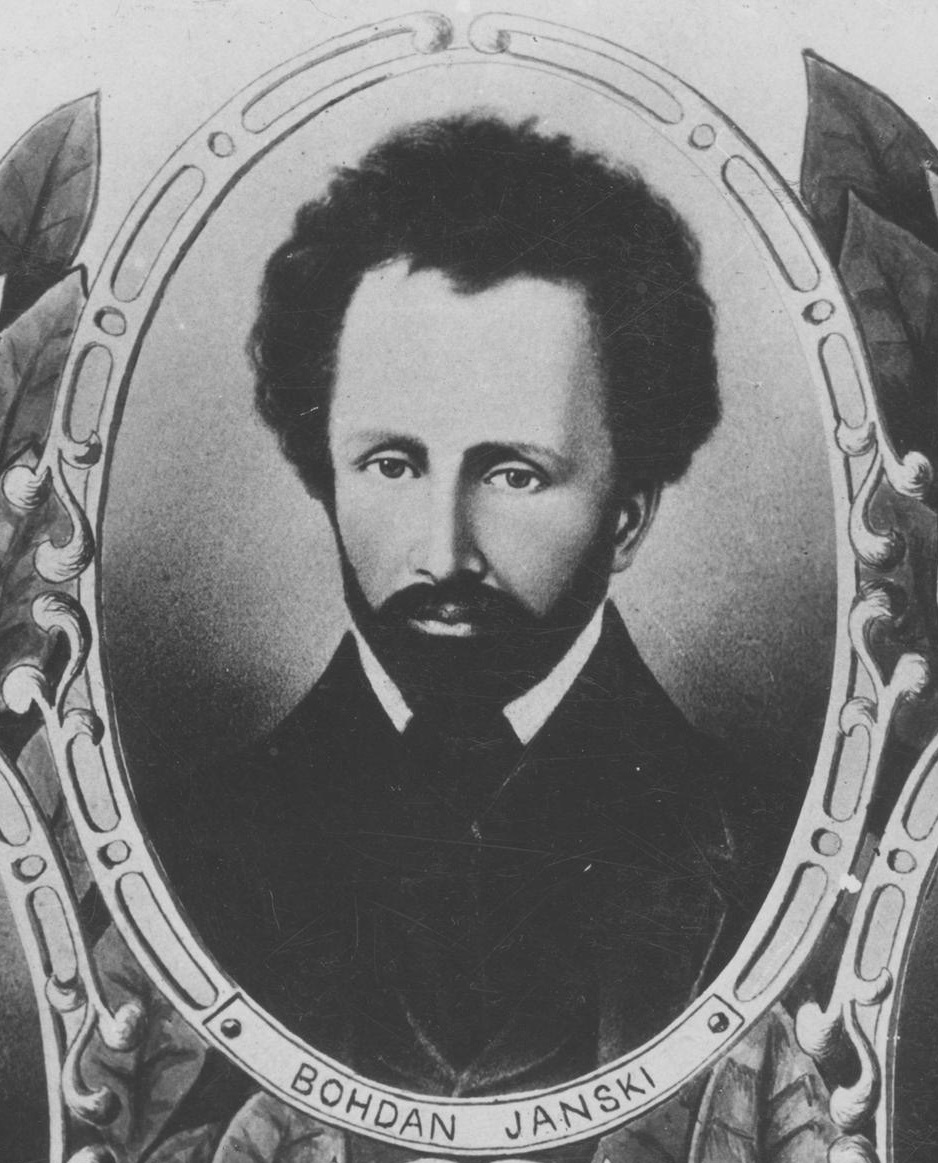
Bogdan Jański, jeden z pierwszych polskich myślicieli łączących socjalizm z etyką chrześcijańską.

Wśród polskich emigrantów działających w Wielkiej Brytanii, szczególnie w Portsmouth i na Jersey, powstały Gromady Ludu Polskiego – organizacje polityczne, które łączyły odwołania religijne z postulatem sprawiedliwości społecznej. Manifesty (m.in. Do ludu polskiego na rod zinnej ziemi) tych grup podkreślały chrześcijańskie zasady równości, braterstwa i wspólnoty majątkowej, postulując zniesienie nierówności społecznych i wspólne zarządzanie ziemią jako własnością Boga.
Pod wpływem mistycyzmu religijnego i idei utopijnych, działacze tacy jak Zenon Świętosławski i Ludwik Królikowski formułowali wizje powszechnego Kościoła i społeczeństwa opartego na kolektywnej własności, braterstwie, a jednocześnie posłuszeństwie wobec władzy kościelnej i świeckiej. Świętosławski planował utworzenie uniwersalnej religijnej wspólnoty rozciągającej się na całą Słowiańszczyznę, z polskim jako językiem powszechnym. Królikowski natomiast proponował złożoną hierarchię duchownych i społecznych urzędników, tworząc rozbudowany aparat biurokratyczny.
Do innych polskich prekursorów chrześcijańskiego socjalizmu można zaliczyć m.in. Bogdana Jańskiego, pierwszego polskiego zwolennika socjalizmu saint-simonistycznego, Tadeusza Krępowieckiego czy Stanisława Worcella, który w rozprawie O własności (1836) dowodził, że własność nie jest prawem natury.
Z czasem, od lat 60. XIX wieku, polski ruch socjalistyczny zaczął integrować się z międzynarodowymi organizacjami marksistowskimi, co zmieniło dominujące paradygmaty ideowe. Jednak tradycja łączenia chrześcijaństwa z ideami sprawiedliwości społecznej przetrwała, czego przykładem były późniejsze postaci, jak ksiądz Stanisław Stojałowski czy Izydor Kajetan Wysłouch.

### XX w.
Stosunek polskich socjalistów do religii i Kościoła katolickiego odbiegał od wzorców zachodnioeuropejskich, zwłaszcza francuskich, gdzie antyklerykalizm i laicyzacja były istotnym elementem programu ruchów lewicowych. W przypadku Polskiej Partii Socjalistycznej (PPS), założonej w 1892, nie znalazł się w programie postulat rozdziału Kościoła od państwa – co czyniło ją ewenementem wśród europejskich ugrupowań socjalistycznych. Powodem tej specyfiki był kontekst narodowo-kulturowy: silne powiązanie religii katolickiej z polską tożsamością narodową, a także fakt, że większość robotników – naturalna baza społeczna PPS – była religijna i identyfikowała się z Kościołem.
Zjawisko to przyczyniło się do wykształcenia specyficznego modelu socjalizmu, który nie konfrontował się bezpośrednio z religią. W myśli Edwarda Abramowskiego, znalazło wyraz podejście określane mianem „metody Abramowskiego” – polegające na wykorzystywaniu symboliki religijnej w propagandzie socjalistycznej. Abramowski, choć sam był wolnomyślicielem, uważał, że język religijny i wartości chrześcijańskie mogą być skutecznym narzędziem komunikacji z robotnikami oraz że religia zawiera elementy zbieżne z socjalistycznym ideałem braterstwa i sprawiedliwości społecznej.
Na zjeździe założycielskim PPS w Paryżu w 1892 temat stosunku do religii wywołał żywą dyskusję. Część działaczy – jak Feliks Perl – była początkowo niechętna „religijnej retoryce”, jednak z czasem również Perl zaakceptował „metodę Abramowskiego”, czego przykładem jest jego broszura Socjalizm dzieckiem chrześcijaństwa z 1906.
W okresie międzywojennym PPS z jednej strony domagała się świeckiego państwa i protestowała przeciwko konkordatowi, z drugiej jednak unikała jawnej walki z religią. Czołowi publicyści PPS, tacy jak Mieczysław Niedziałkowski, odcinali się od ateistycznego fanatyzmu, deklarując szacunek wobec przekonań religijnych obywateli. Podobnie Kazimierz Czapiński, który chociaż prezentował jawną postawę antyklerykalną, to przestrzegał przed walką z religią czy chrześcijaństwem jako takim. W tym samym czasie część katolickich intelektualistów, np. ks. Jan Urban, podejmowała próby pogodzenia socjalizmu z katolicyzmem, pod warunkiem usunięcia z niego elementów marksistowsko-materialistycznych. Katolicki, a następnie polskokatolicki i prawosławny duchowny Andrzej Huszno zdobywał popularność wśród górników Zagłębia Dąbrowskiego poprzez swoje socjalistyczne przemowy. Natomiast ks. Eugeniusz Okoń w sposób radykalny łączył idee socjalistyczne z etyką chrześcijańską, czego wyrazem była jego działalność w socjalistyczno-agrarnym Chłopskim Stronnictwem Radykalnym czy współtworzenie Republiki Tarnobrzeskiej.
Długofalowy wpływ „metody Abramowskiego” można dostrzec również w reorientacji tzw. lewicy laickiej w latach 70. XX wieku, czego wyrazem były publikacje takie jak Kościół, lewica, dialog Adama Michnika. Podkreślano w nich znaczenie chrześcijaństwa jako etycznego i kulturowego fundamentu oporu wobec komunizmu i niesprawiedliwości społecznej. Niektórzy autorzy, jak Wojciech Giełżyński, widzieli w Abramowskim prekursora idei „Solidarności” i mostu łączącego tradycje chrześcijańskie z socjalistyczną troską o wspólnotę i sprawiedliwość.